# جون رايس إروين
جون رايس إروين (بالإنجليزية: John Rice Irwin)‏ هو مؤرخ أمريكي، ولد في 11 ديسمبر 1930 في مقاطعة مقاطعة في الولايات المتحدة.